# Serial Interface Engine
Zahlreiche Mikrocontroller unterstützen den Universal Serial Bus (USB). Die USB-Schnittstelle ist durch eine Serial Interface Engine (SIE) implementiert, welche die unterste Schicht des USB-Protokolls behandelt. Die höheren Schichten des Protokolls müssen durch die Software des Mikrocontrollers implementiert werden. Die Qualität dieser Implementierung ist entscheidend für die Kompatibilität des USB-Gerätes mit verschiedenen Host-Controllern und Betriebssystemen.